# دوروتی چنی
دوروتی چنی (به انگلیسی: Dorothy Cheney)‏ (۱ سپتامبر ۱۹۱۶ – ۲۳ نوامبر ۲۰۱۴) یک تنیس‌باز اهل ایالات متحده آمریکا بود.